# 鞍山西駅
鞍山西駅（あんざんにしえき）とは、中華人民共和国遼寧省鞍山市千山区に位置する哈大旅客専用線の駅。

## 歴史
- 2012年12月1日　開業。

## 隣の駅
中華人民共和国鉄道部
哈大旅客専用線
遼陽駅 - 鞍山西駅 - 海城西駅
座標: 北緯41度07分00秒 東経122度54分33秒 / 北緯41.116609度 東経122.909217度